# Lac aux Écorces (rivière aux Écorces)
Pour les articles homonymes, voir Écorce (homonymie).
Le lac aux Écorces est un plan d'eau douce traversé par la rivière aux Écorces, dans le territoire non organisé de Lac-Jacques-Cartier, dans la municipalité régionale de comté (MRC) de La Côte-de-Beaupré, dans la région administrative de la Capitale-Nationale, dans la province de Québec, au Canada. Le lac aux Écorces fait partie de la réserve faunique des Laurentides.
La zone autour du lac est desservie indirectement par la route 169 (reliant Québec à Alma) et par la route 155 (reliant La Tuque et Chambord). Quelques routes forestières secondaires desservent cette zone pour les besoins de la foresterie et des activités récréotouristiques.
La foresterie constitue la principale activité économique du secteur ; les activités récréotouristiques, en second.
La surface du lac aux Écorces est habituellement gelée du début de décembre à la fin mars, toutefois la circulation sécuritaire sur la glace se fait généralement de la mi-décembre à la mi-mars.

## Géographie
Les principaux bassins versants voisins du lac aux Écorces sont :
- côté nord : Rivière aux Écorces, rivière Sawine, lac de la Belle Rivière, lac Kénogami ;
- côté est : lac à la Culotte, rivière Trompeuse, rivière aux Canots, rivière Apica, rivière Pikauba ;
- côté sud : Rivière aux Écorces, lac Samson, lac Corneillier, rivière Métabetchouane Est ;
- côté ouest : lac aux Montagnais, lac Métascouac, rivière Métabetchouane.

Le lac aux Écorces s’avère un élargissement de la rivière aux Écorces.
Le lac aux Écorces comporte une longueur de 7,1 km, une largeur de 0,6 km et une altitude de 398 m. Ce lac est surtout alimenté par la rivière Pikauba qui traverse ce lac vers le nord-est, par des ruisseaux riverains, par la décharge (venant de l’est) du lac Labelle, par la décharge (venant du nord) des lacs à la Culotte et Bina, le ruisseau Salvail (venant de l’est) et la décharge (venant de l’ouest) du lac Tréteau. L’embouchure du lac aux Écorces est située à:
- 4,7 km au nord du ruisseau Croche ;
- 4,7 km au sud de l’embouchure de la rivière aux Canots ;
- 8,4 km à l’ouest de l’embouchure du lac Harvey qui est le lac de tête de la rivière Trompeuse ;
- 22,7 km au sud-ouest de la route 169 ;
- 24,6 km au sud-ouest de l’ex-hameau de Mont-Apica ;
- 47,6 km au sud de la confluence de la rivière Pikauba et du lac Kénogami[2].

À partir de l’embouchure du lac aux Écorces, le courant suit consécutivement le cours de :
- la rivière aux Écorces sur 60,8 km généralement vers le nord-est ;
- la rivière Pikauba sur 35,0 km généralement vers le nord-est ;
- le lac Kénogami lac sur 17,6 km vers le nord-est jusqu’au barrage de Portage-des-Roches ;
- la rivière Chicoutimi sur 26,2 km vers l’est, puis le nord-est ;
- la rivière Saguenay sur 114,6 km vers l’est jusqu’à Tadoussac où il conflue avec l’estuaire du Saint-Laurent[2].

## Toponymie
Le toponyme lac aux Écorces a été officialisé le 5 décembre 1968 par la Commission de toponymie du Québec.